# Арзамасова Марина Олександрівна
Марина Олександрівна Арзамасова (біл. Марына Аляксандраўна Арзамасава; нар. 17 грудня 1987, Мінськ) — білоруська легкоатлетка, чемпіонка світу (2015) та Європи (2014) з бігу на 800 метрів.
Лауреатка премії «Білоруський спортивний Олімп» (2014), заслужений майстер спорту Республіки Білорусь (2016).

## Біографія
Марина Олександрівна Арзамасова народилась у Мінську 17 грудня 1987 року.
Марина тренується під керівництвом Наталії Духнової, яка допомогла її здобути перемогу на чемпіонаті світу і Європи.

### Лондон 2012
На Олімпійських іграх в Лондоні виступала на 800-метрівці. У п'ятому попередньому забігу Арзамасова посіла 4-те місце й не змогла пройти до півфіналу.

### Виступ на чемпіонаті Європи 2014
На чемпіонаті Європи з легкої атлетики Марина Арзамасова пробігла два кола за 1:58.15, показавши найкращий результат Європи в сезоні.

### Ріо 2016
У попередньому забігу на літній олімпіаді в Ріо показала результат 1:58.44 в бігу на 800 метрів. У півфінальному забігу її час — 1:58.87. У фінальному забігу Арзамасова стала тільки 7-ю, пробігавши 800 метрову дистанцію за 1:59.10.